# Кайжар
Кайжар (на словенски: Kajžar) е село в Словения, Подравски регион, община Ормож. Според Националната статистическа служба на Република Словения през 2015 г. селото има 150 жители.